# Бисков
Бисков (укр. Бісків) — село в Усть-Путильской сельской общине Вижницкого района Черновицкой области Украины.
До 2020 года входило в Путильский район
Население по переписи 2001 года составляло 191 человек. Почтовый индекс — 59114. Телефонный код — 3738. Код КОАТУУ — 7323585502.

## Галерея

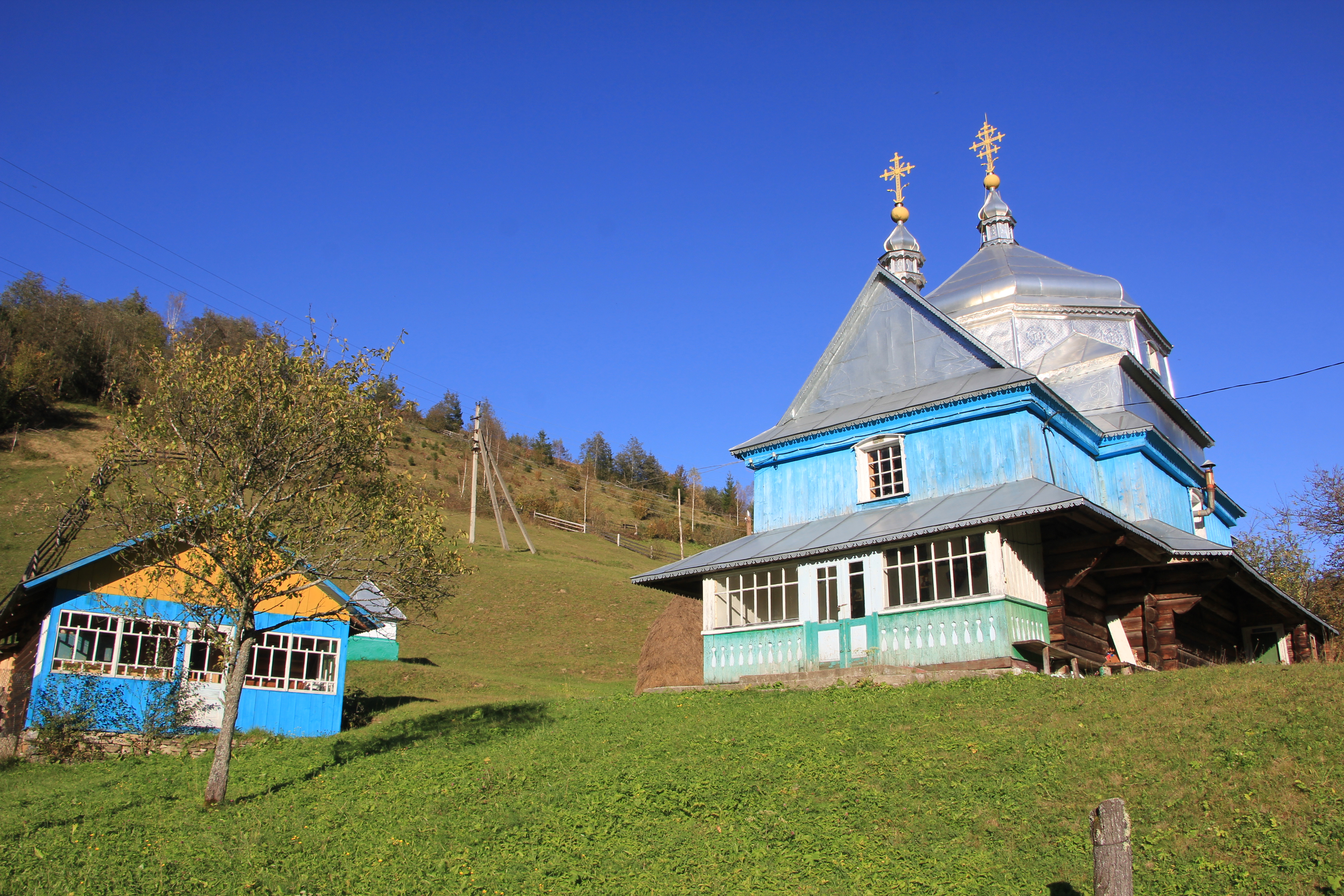
Церковь Архангела Михаила
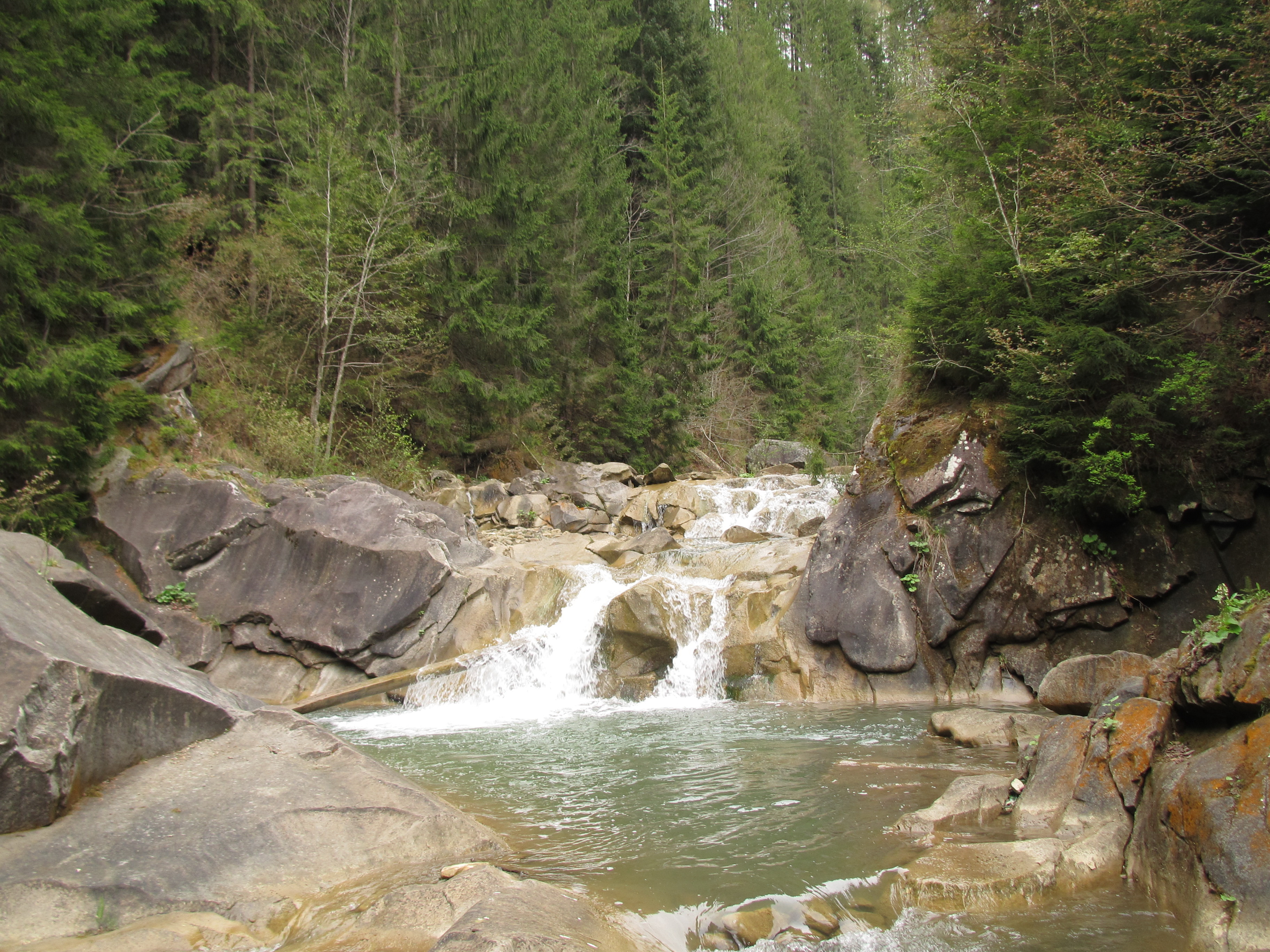
Водопад Бисков — памятник природы